# Weggenossen
Als Weggenossen (попутчики, poputschiki, „Reisegefährten“) wurden in den Jahren nach der Oktoberrevolution russische Schriftsteller bezeichnet, die nicht als Kommunisten galten und meist auch keine Mitglieder der Kommunistischen Partei waren, sich aber dennoch grundsätzlich positiv zur Revolution und zum Sozialismus stellten. Der Begriff wurde von Leo Trotzki in seinem Buch Literatur und Revolution von 1922 geprägt, dessen zweites Kapitel die „literarischen Weggenossen“ behandelt.
Die Weggenossen bestanden auf einer weit reichenden Autonomie der Kunst gegenüber der Politik. Damit setzten sie sich in Widerspruch zu zwei anderen Literatengruppen der ersten Sowjetjahre: den Proletkult-Autoren, die sich später in der RAPP organisierten, und der Linken Front der Künste um Wladimir Majakowski. Im Gegensatz zu den Weggenossen ergriffen diese beiden Gruppen aktiv Partei für die bolschewistische Revolution und verfolgten das Ziel, Literatur in Politik zu überführen, allerdings von extrem unterschiedlichen ästhetischen Ausgangspunkten aus.
Zu den bekanntesten Vertretern der Weggenossen zählen die Serapionsbrüder in Petrograd, insbesondere Jewgeni Samjatin, Konstantin Fedin, Weniamin Kawerin, Michail Soschtschenko, Wsewolod Iwanow, Nikolai Tichonow, Lew Lunz und Jelisaweta Polonskaja. Ferner wurden Alexander Woronski, Boris Pilnjak, Michail Bulgakow, Marietta Schaginjan und gelegentlich auch Isaak Babel den Poputschiki zugerechnet. Ein wichtiges Organ der Poputschiki war die Literaturzeitschrift Krasnaja now, die von Woronski geleitet wurde.
Der Begriff ist in seiner englischen (fellow travelers), gelegentlich auch französischen Übersetzung (compagnons de route) weit später, nämlich im Kalten Krieg, im Westen häufig in einer abgeleiteten Bedeutung benutzt worden. In diesem Sinn bezeichnete er diffamierend Intellektuelle, die keine Kommunisten waren, aber – so wurde unterstellt – objektiv im Interesse der Sowjetunion bzw. des Kommunismus  oder Sozialismus handelten.